# 4-Track Demos
4-Track Demos — альбом демозаписей английского рок-музыканта Пи Джей Харви, изданный в 1993 году.

## Об альбоме
4-Track Demos был записан Харви в собственном доме в период с 1991 по 1992 год, на всех инструментах она сыграла сама. Демозаписи песен с альбома Dry прежде выходили ограниченным тиражом на двойном альбоме Dry (Demonstration). Подобное издание планировалось и для альбома To Bring You My Love, но впоследствии Харви и Island Records отказались от этого шага.
4-Track Demos получил в целом положительные отзывы. Такие журналы как Entertainment Weekly и Rolling Stone посчитали, что демоверсии песен с To Bring You My Love превосходят оригинальные альбомные версии. Роберт Кристгау, напротив, счёл версии To Bring You My Love более качественными, чем демозаписи.
Гастролей в поддержку 4-Track Demos не последовало. Харви переживала распад своей группы и размышляла над направлением следующего альбома. Несколько песен со сборника всё же были исполнены во время тура Rid of Me, «M-Bike» даже вошла в видео-альбом 1994 года Reeling with PJ Harvey. Тур в поддержку To Bring You My Love также содержал песни с 4-Track Demos, в особенности «Goodnight», которой закрывалось большинство концертов.

## Список композиций
Слова и музыка всех песен — Пи Джей Харви.
| №   | Название                             | Длительность |
| --- | ------------------------------------ | ------------ |
| 1.  | «Rid of Me»                          | 3:42         |
| 2.  | «Legs»                               | 3:47         |
| 3.  | «Reeling» (прежде не издавалась)     | 2:59         |
| 4.  | «Snake»                              | 1:56         |
| 5.  | «Hook»                               | 4:31         |
| 6.  | «50ft Queenie»                       | 2:48         |
| 7.  | «Driving» (прежде не издавалась)     | 2:38         |
| 8.  | «Ecstasy»                            | 2:56         |
| 9.  | «Hardly Wait» (прежде не издавалась) | 2:48         |
| 10. | «Rub 'til It Bleeds»                 | 5:10         |
| 11. | «Easy» (прежде не издавалась)        | 3:16         |
| 12. | «M-Bike» (прежде не издавалась)      | 2:43         |
| 13. | «Yuri-G»                             | 3:53         |
| 14. | «Goodnight» (прежде не издавалась)   | 4:17         |